# 小行星2963
小行星2963（2963 Chen Jiageng）是一颗绕太阳运转的小行星，为主小行星带小行星。该小行星于1964年11月9日，由中国科学院紫金山天文台发现。
該小行星以新加坡商人陳嘉庚命名。

## 轨道参数
小行星2963的轨道半长轴为2.8702195 UA，离心率为0.072。